# Lucian Vasilache
Lucian Vasilache, född 4 december 1954 i Podu Turcului, Rumänien, är en rumänsk handbollsspelare.
Han tog OS-brons i herrarnas turnering i samband med de olympiska handbollstävlingarna 1980 i Moskva.